# Spin Doctors
Spin Doctors is een Amerikaanse alternatieve-rockband uit New York, opgericht in 1988.
In 1991 tekende de band bij Epic Records/Sony Music en brachten ze de ep Up for Grabs...Live uit. Hun debuutalbum, Pocket Full of Kryptonite, kwam uit in augustus 1991 en mede door de hitsingles "Two Princes" en "Little Miss Can't Be Wrong" werd de cd vijf keer platina in de Verenigde Staten. Pocket Full of Kryptonite verkocht wereldwijd tien miljoen exemplaren. Het vervolgalbum uit juni 1994, Turn It Upside Down, verkocht een miljoen exemplaren in hun thuisland. Tijdens een toer van drie maanden dat jaar speelden ze onder meer op Woodstock '94 en Glastonbury.
In 1996 kwam You've Got to Believe In Something uit, gevolgd door Here Comes the Bride in 1999. Vanwege een aandoening aan de stembanden van leadzanger Chris Barron was de band inactief van 2000 tot 2001. In 2005 kwam Nice Talking to Me uit; in 2013 werd deze gevolgd door If The River Was Whiskey.

## Bezetting
- Mark White - bassist, 1989-1998, 2001-heden
- Eric Schenkman - gitarist, 1989-1994, 2001-heden
- Chris Barron - zanger, 1989-heden
- Aaron Comess - drummer, 1989-heden
- Anthony Krizan - gitarist, 1994-1996
- Eran Tabib - gitarist, 1996-1999
- Ivan Neville - keyboard, 1996-1999
- Carl Carter - bassist, 1999

## Discografie

### Studioalbums
- 1991: Pocket Full of Kryptonite
- 1994: Turn It Upside Down
- 1996: You've Got to Believe in Something
- 1999: Here Comes the Bride
- 2005: Nice Talking to Me
- 2013: If The River Was Whiskey

### Singles
| Single met eventuele hitnotering(en) in de Nederlandse Top 40 | Datum van verschijnen | Datum van binnenkomst | Hoogste positie | Aantal weken | Opmerkingen |
| ------------------------------------------------------------- | --------------------- | --------------------- | --------------- | ------------ | ----------- |
| Two Princes                                                   | 1993                  | 4-9-1993              | 2               | 14           |             |
| Little miss can't be wrong                                    | 1993                  | 18-9-1993             | 27              | 3            |             |

### NPO Radio 2 Top 2000
Van Spin Doctors stond alleen Two Princes in 2013 in de NPO Radio 2 Top 2000, op plek 1996.